# Yohann Rangdet
Yohann Rangdet est un footballeur puis entraîneur français, né le 3 juillet 1980 à Sèvres dans le département des Hauts-de-Seine. Il évolue au poste d'attaquant du début des années 2000 au début des années 2010.
Formé au Red Star, il évolue ensuite notamment au Mans UC, à l'US Créteil en Ligue 2 et au Besançon RC.
Il devient, en mars 2017, entraîneur du Besançon RC.

## Biographie
Yohann Rangdet commence le football au FC Versailles puis rejoint à l'âge de 17 ans le centre de formation du Red Star. En 1999-2000, il joue avec l'équipe réserve du club en CFA2 et inscrit deux buts en trois matchs mais, victime d'une pubalgie, il est absent trois mois et ne retrouve les terrains qu'en décembre avec la troisième équipe audonaise. Il remporte avec celle-ci en fin de saison le championnat de Paris Île-de-France de Division d'honneur régionale et termine meilleur buteur en fin de saison avec 22 buts inscrits. Il fait ses débuts en équipe première la saison suivante, le neuf septembre 2000, lors de la 7e journée du championnat de National. Jacky Lemée, l'entraîneur audonien, le fait entrer en jeu  face à La Roche Vendée Football à la 70e minute du match et il inscrit à la 90e minute son premier but avec le Red Star. Le club s'incline cependant à l'extérieur sur le score de deux buts à un. Il dispute lors de la saison 11 matchs de championnat et marque 4 buts. En coupe, il joue trois matchs de coupe de France et inscrit un but face à l'AS Poissy lors du 5e tour et un doublé en coupe de la Ligue face au FC Lorient. 
Le Red Star est relégué en CFA en fin de championnat et Yohann Rangdet signe alors un contrat de trois ans au Mans UC, club de Ligue 2. Sa première saison au club est pour lui « […] celle de l’apprentissage. J’ai découvert le monde professionnel : ses exigences, sa médiatisation, mais aussi sa concurrence (Cousin, Samson, Drogba, Fanchone, Thomert). J’ai donc peu joué mais beaucoup appris au côté de ce «beau monde» ». En 2002-2003, son temps de jeu augmente mais une blessure au menisque lors du derby face au Stade lavallois lui fait rater la fin de saison. Le Mans UC termine second du championnat et accède à la Ligue 1 pour la première fois de son histoire. Souhaitant avoir plus de temps de jeu, il quitte le club et s'engage à l'US Créteil.
Yohann Rangdet signe un contrat de deux ans avec le club cristolien mais l'entraîneur Jean-Michel Cavalli ne le considère pas comme un titulaire et en 2004, il est prêté à l'Entente Sannois Saint-Gratien club de National. Il inscrit huit buts lors de neuf premiers matchs mais est ensuite replacé milieu gauche à la suite de l'arrivée de Stéphane Carnot. Le club termine quatrième du championnat, avec la meilleure attaque, ratant de peu l'accession. Yohann Rangdet n'est pas conservé dans l'effectif cristolien à la fin de son prêt pour des raisons financières. Il signe alors au Angers SCO un contrat d'un an. Il joue peu à cause de problèmes au genou et doit, en mars 2006, se faire de nouveau opéré.
Non conservé par les Angevins, il signe alors le 18 décembre 2006 au Besançon RC, club de CFA dont il devient dès la saison suivante le capitaine. Le club rate de peu l'accession en National en terminant second du groupe B de CFA derrière FC Croix de Savoie 74 en 2007-2008 puis remporte son championnat en 2009. Le BRC est cependant interdit de monter à la suite d'importants problèmes financiers. Après trois ans et demi au club et avoir marqué 54 buts, il signe en 2010-2011 aux SR Colmar et retrouve le National. Il ne reste qu'un an dans le club alsacien et rejoint en 2011 l'US Raon en CFA. Après avoir inscrit huit buts en vingt-deux rencontres de championnat, il retourne à Besançon au sein du Racing Club de Besançon, le nouveau nom du BRC, qui est retombé en Ligue régionale 2. Il a pour objectif de « rendre au Racing Besançon ce que le BRC m’a donné ». En fin de saison, le club bisontin remporte le championnat et retrouve alors la Division d'honneur, Yohann Rangdet met alors un terme à sa carrière et devient éducateur sportif au sein du club.
Le 2 mars 2017, il devient l'entraineur du Racing Besançon en remplacement de Mickael Isabey.

## Palmarès
Yohann Rangdet dispute 44 rencontres de Ligue 2 pour neuf buts inscrits. Il est vice-champion de France de ce championnat en 2003 avec Le Mans UC.
Sous les couleurs du Besançon RC, il est champion de France de CFA (groupe A) en 2009. Il remporte avec le RC Besançon son dernier trophée le championnat de LR2 de Franche-Comté en 2013.

## Statistiques
Le tableau ci-dessous résume les statistiques en match officiel de Yohann Rangdet durant sa carrière de joueur professionnel,.
| Saison              | Club                 | Pays   | Championnat | Championnat | Championnat | Coupes nationales | Coupes nationales |
| Saison              | Club                 | Pays   | Division    | Matchs      | Buts        | Matchs            | Buts              |
| ------------------- | -------------------- | ------ | ----------- | ----------- | ----------- | ----------------- | ----------------- |
| 2000-2001           | AS Red Star 93       | France | National    | 24          | 6           | 5                 | 3                 |
| 2001-2002           | Le Mans UC 72        | France | Ligue 2     | 9           | 2           | -                 | -                 |
| 2002-2003           | Le Mans UC 72        | France | Ligue 2     | 15          | 3           | 3                 | 3                 |
| 2003-2004           | US Créteil-Lusitanos | France | Ligue 2     | 20          | 4           | 5                 | 1                 |
| 2004-2005           | Entente SSG          | France | National    | 25          | 11          | -                 | -                 |
| 2005-2006           | Angers SCO           | France | National    | 17          | 2           | 2                 | 2                 |
| décembre→ 2006-2007 | Besançon RC          | France | CFA         | 13          | 4           | ?                 | ?                 |
| 2007-2008           | Besançon RC          | France | CFA         | 30          | 6           | ?                 | ?                 |
| 2008-2009           | Besançon RC          | France | CFA         | 32          | 11          | 1                 | 0                 |
| 2009-2010           | Besançon RC          | France | CFA         | 28          | 12          | 2                 | 0                 |
| 2010-2011           | SR Colmar            | France | National    | 21          | 2           | 2                 | 2                 |
| 2011-2012           | US Raon              | France | CFA         | 23          | 8           | 2                 | 2                 |